# Daniel Díaz (fodboldspiller)
 For alternative betydninger, se Daniel Díaz. (Se også artikler, som begynder med Daniel Díaz)
Daniel Díaz (født 13. juli 1979) der til dagligt er kendt som Cata er en argentinsk fodboldspiller. Han spiller for CF Fuenlabrada i Spanien. 

## Landshold
Díaz står (pr marts 2018) noteret for 12 kampe og én scoring for det argentinske landshold, som han debuterede for i 2007. Dette år repræsenterede han sit land ved Copa América.